# Wielki Mędromierz
Wielki Mędromierz – wieś w Polsce, położona w województwie kujawsko-pomorskim, w powiecie tucholskim, w gminie Gostycyn.
W latach 1975–1998 miejscowość administracyjnie należała do województwa bydgoskiego. Według Narodowego Spisu Powszechnego (III 2011 r.) liczyła 353 mieszkańców. Jest czwartą co do wielkości miejscowością gminy Gostycyn.
Co roku pod koniec sierpnia w Wielkim Mędromierzu odbywa się Festyn Miodowy. Wieś określa się jako Miodowa Wioska.
We wsi znajduje się kościół p. w. św. Stanisława, zbudowany na planie prostokąta w 1839 r. w stylu neoromańskim z głazów granitowych z ceglanymi obramieniami wejść. W 1909 r. pożar strawił część wnętrza kościoła, które odnowiono do końca 1910 r. We wnętrzu ołtarz główny w stylu późnobarokowym.
Znajduje się tu również Izba Pamięci Zabytków Techniki. Nad jeziorem Wielki Mędromierz niestrzeżone kąpielisko.

## Historia
- 7 czerwca 1313 – wystawiono pierwszy znany nam dokument, w którym wymienia się Wielki Mędromierz (ród Święców kupuje wieś od zakonu krzyżackiego)
- 1356 – wielki mistrz Winrich von Kniprode nadaje wieś Mikołajowi Grzeli (wieś liczy wtedy około 1054 ha)
- 1382 – komtur tucholski Henryk von Bollendorf odkrywa, że Wielki Mędromierz powiększył się o około 136 ha (prawdopodobnie wycięto okoliczne lasy)
- 1383 – w dokumencie wystawionym przez wielkiego mistrza Konrada Zollnera von Rotenstein nadającym sporo ziemi niejakiemu Peczowi wspomina się o daninie na bakałarza, co może oznaczać istnienie już w tamtym czasie szkoły we wsi
- 1565 – inwentarz starostwa tucholskiego (wieś należała do króla) wymienia m.in. 15 gburów (gospodarzy), którzy gospodarzyli wtedy w Wielkim Mędromierzu, a w roku 1570 podobny dokument wspomina o istnieniu we wsi karczmy
- 1604 – Jędrzej Tyzik kupuje sobie we wsi około 68 ha ziemi wolnej od pańszczyzny (lemaństwo), jednak potwierdzenie transakcji (zawartej ze starostą) uzyskuje dopiero w 1635 r. u króla Władysława IV
- 1653 – protokół z wizytacji biskupa Trebnica, informuje o kościele św. Stanisława biskupa i pożarze plebanii, po którym proboszcz przeniósł się do Jeleńcza
- 1664 – lustracja z tego roku podaje, iż wieś stanowiła obszar 60 włók (około 960 ha), z tego: 8 włók należy do sołtysa (około 128 ha), 4 do plebanii (około 64 ha) i do lemana 4 włóki. Dodatkowo podaje, że kościół jest pod patronatem królewskim
- 1665 – król Jan Kazimierz potwierdza przywilej dla Jędrzeja Tyzika (z 1635 r.), Janowi Chylewskiemu
- 1681 – znany ówczesny poeta Jan Andrzej Morsztyn (będący m.in. starostą tucholskim) nadaje w dożywotnie użytkowanie jeszcze około 51 ha Janowi Chylewskiemu
- 1700 – podobne nadanie otrzymuje od starosty Kazimierza Bielińskiego Maciej Szczepański (potwierdzenie przywileju 21 lutego 1701 w Warszawie)
- 1706 – na 40 lat Wielki Mędromierz przechodzi w prywatne ręce (Kazimierza i Konstancji Garczyńskich) jako zastaw za pożyczkę
- 1752 – przeprowadzono remont dachu drewnianego wtedy kościoła
- 1763 – kolejny przywilej dla naszego mieszkańca; tym razem król August III potwierdza lemaństwo Wawrzyńca Szamockiego
- 1767 – z wizytacji biskupa Mathego dowiadujemy się, że zabudowania plebanii już są odbudowane, ale proboszcz nadal dojeżdża z Jeleńcza. Kościelnymi są wtedy Antoni Wysocki i Piotr Żmichowski. Wielki Mędromierz zamieszkiwało wtedy 242 ludzi
- 25 listopada 1822 – pierwsza (nie budząca żadnych wątpliwości) wzmianka o szkole mówi o dostarczeniu szkole drewna opałowego
- 1866 – w szkole uczy się 86 dzieci (także ze Świtu)
- 1868 – wieś liczy około 1300 ha, 170 domów (z tego 90 mieszkalnych), w których mieszka 562 ludzi (w tym: 449 katolików i 34 ewangelików)
- 1929 – w tym roku odnotowano 500 mieszkańców wśród, których największymi właścicielami ziemskimi byli: Kłosowska Maria (124 ha), Papenfuss J. (77 ha), Kloska J. (68 ha), Behrendt P. (62 ha) i Okonek F. (62 ha). Prócz rolników we wsi mieszkali i pracowali rzemieślnicy: kołodziej (Starzyński J.), kowal (Rink P.), krawiec (Rink St.), rybak (Szymański W.), szewcy (Ciborowski A. i Żmich J.) oraz właściciele zajazdu (Maćkowski K. i Starzyński A.)
- 1931 – wieś liczy 591 mieszkańców
- 1935 – szkoła, w której uczy jeden nauczyciel (Cyryl Chylewski), liczy 71 uczniów. Uczą się oni w 2 salach lekcyjnych
- 1939 – kierownik szkoły w Wielkim Mędromierzu Cyryl Chylewski zostaje rozstrzelany przez hitlerowców w Rudzkim Moście